# Vincent Nouzille
 (avril 2012).
Vincent Nouzille (né à Caen en 1958) est journaliste d'investigation et auteur de livres d'enquêtes français et de documentaires de télévision. 

## Biographie
Vincent Nouzille est journaliste indépendant après avoir été grand reporter à L'Express, à L'Expansion, au Nouvel Économiste, rédacteur en chef adjoint à VSD, chroniqueur à RFI et à France Inter. Titulaire d'une maîtrise de sciences économiques et diplômé de l'Institut d'études politiques de Paris (1981), il a fait ses débuts à Libération, puis dans la presse professionnelle, avant de s'orienter vers la presse grand public.
Il est l'auteur ou le coauteur de plusieurs livres d'enquêtes de références et de révélations, notamment sur les réseaux de pouvoir, les relations franco-américaines, la mafia corse, l'espionnage, les pollutions et le monde des affaires. 
Il a participé plusieurs années (2004-2006) de suite au Rapport Omerta (Albin Michel), édité sous la direction de Sophie Coignard. En 2006, il a écrit avec Hélène Constanty Députés sous influence : le vrai pouvoir des lobbies à l'Assemblée Nationale qui a fait la une de L'Express en septembre 2006 et a contribué à l'émergence de propositions de loi visant à encadrer le lobbying à l'Assemblée.
Il écrit pour plusieurs journaux et magazines principalement pour Le Figaro Magazine, et il a collaboré à L'Express, Marianne, GEO, Capital, Challenges. Il a été l'un des rédacteurs en chef du site d'information satirique bakchich.info, de fin 2007 jusqu'en mai 2008. 
Depuis juin 2008, il poursuit ses activités de free-lance, travaillant notamment sur des livres d'enquête historico-politiques, sur des webdocs, des documentaires télés et des projets de fiction télé. Il a notamment conçu, écrit, et tourné un livre multimédia, titré La France des réseaux, produit par l'éditeur on-line Hi-Média et mis en ligne en juin 2011, dont la version complémentaire papier, La République du copinage est sorti fin octobre 2011.
Chroniqueur dans l'émission Service Public sur France Inter, animée par Isabelle Giordano de 2009 à 2011, il a aussi été rédacteur en chef de la web-émission Le Café, en partenariat avec lesinfos.com, Starbucks et Dailymotion, animée par Mazarine Pingeot en 2010-2011. Il a collaboré régulièrement à plusieurs sites d'informations comme rue89 et lesinfos.com.
Vincent Nouzille est le coauteur, avec la réalisatrice Elizabeth Drévillon, du documentaire TV Irak : quand la France dit non à l'Amérique, produit par Sunset Presse et diffusé sur France 3 le 11 mars 2013. Il était aussi le coauteur du documentaire Opération Simpson Bay, réalisé par Jean-Pierre Moscardo pour Canal+/Canal Jimmy en 1994. 
Il a également réalisé le reportage Tunisie : le trésor caché du dictateur, produit par Ligne de Front et diffusé dans l'émission Enquête exclusive sur M6, le 12 octobre 2014. 
Il est le co-auteur d'un documentaire sur Mitterrand et les Américains, réalisé par Patrick Rotman, produit par Tempora pour France 5.
Il enseigne l'enquête journalistique au Centre de formation des journalistes (CFJ), à Paris.

## Œuvres
- Élisabeth Campagnac et Vincent Nouzille, Citizen Bouygues ou l'histoire secrète d'un grand patron, Paris, éd. Belfond, coll. « Documents », 1988, 511 p., 24 cm (ISBN 2-7144-2144-X, BNF 34938548).
- Bernard de La Villardière et Vincent Nouzille, L'Anti-drogue, Paris, éd. du Seuil, coll. « L'épreuve des faits », 28 septembre 1994, 370 p., 24 cm (ISBN 2-02-021306-0, BNF 35728885).
- Vincent Nouzille et Alexandra Schwartzbrod, L'Acrobate : Jean-Luc Lagardère ou les armes du pouvoir, Paris, éd. du Seuil, coll. « L'épreuve des faits », 1998, 345 p., 24 cm (ISBN 2-02-028858-3, BNF 36699908).
- Vincent Nouzille, La Traque fiscale, Paris, éd. Albin Michel, 2000, 283 p., 23 cm (ISBN 2-226-11409-2, BNF 37652008).La mention « tous présumés coupables !, les fichiers secrets de Bercy, paradis fiscaux... », figurant sur la couverture, ne fait pas partie du titre, étant absente de la page de titre.
- Jacques Follorou et Vincent Nouzille, Les Parrains corses, Paris, éd. Fayard, 2004, 1re éd., 573 p., 24 cm (ISBN 2-213-61759-7, BNF 39188081).La mention « Leur histoire, leurs réseaux, leurs protections », figurant sur la couverture, ne fait pas partie du titre, étant absente de la page de titre. 
  - Jacques Follorou et Vincent Nouzille, Les Parrains corses : Leur histoire, leurs réseaux, leurs protections, Paris, éd. J'ai lu, coll. « J'ai lu : document » (no 7961), 2006, 573 p., 18 cm (ISBN 2-290-34732-9, BNF 40141552).Cette réédition au format de poche utilise, en guise de sous-titre (sur la page de titre), la mention  supplémentaire qui figurait sur la couverture de l'édition originale. 
  - Jacques Follorou et Vincent Nouzille, Les Parrains corses, Paris, éd. Fayard, 2009, 2e éd., 618 p., 24 cm (ISBN 978-2-213-63739-6, BNF 41485492).Nouvelle édition revue et augmentée. La mention « Leur histoire, leurs réseaux, leurs protections », qui figurait sur la couverture de l'édition originale et comme sous-titre de l'édition de poche, n'est pas reprise.
- Vincent Nouzille, Les Empoisonneurs : Enquête sur ces polluants et produits qui nous tuent à petit feu, Paris, éd. Fayard, 5 octobre 2005, 477 p., 24 cm (ISBN 2-213-62447-X, BNF 40085097).
- Hélène Constanty et Vincent Nouzille, Députés sous influence : le vrai pouvoir des lobbies à l'Assemblée nationale, Paris, éd. Fayard, octobre 2006, 500 p., 24 cm (ISBN 2-213-63008-9, BNF 40239462).
- Vincent Nouzille, L'Espionne : Virginia Hall, une Américaine dans la guerre, Paris, éd. Fayard, octobre 2007, 443-[16], 24 cm (ISBN 978-2-213-62827-1, BNF 41143043).Adapté sous forme de documentaire télévisé, L'Espionne qui boîte, réalisé par Robert Kechichian sur un scénario de Thierry Bourcy et Christine Printemps, production Ladybirds, diffusion France 5, 2012.
- Diptyque documentaire Des secrets si bien gardés ou Dans le secret des présidents :
  - Vincent Nouzille, Des secrets si bien gardés. Les dossiers de la Maison-Blanche et de la CIA sur la France et ses présidents, 1958-1981, Paris, éd. Fayard, 2009, 494 p., 24 cm (ISBN 978-2-213-63611-5, BNF 41479411).Premier volume du diptyque Des secrets si bien gardés ou Dans le secret des présidents. 
    - Vincent Nouzille, Les dossiers de la CIA sur la France, 1958-1981, Paris, éd. Fayard, coll. « Pluriel », 2010, 589 p., 18 cm (ISBN 978-2-8185-0016-3, BNF 42291680).Simple réédition au format de poche, pourvue d'un nouveau titre. 

  - Vincent Nouzille, Dans le secret des présidents, CIA, Maison-Blanche, Élysée, les dossiers confidentiels, 1981-2010, Paris, co-édition éd. Fayard et éd. Les liens qui libèrent, 2010, 583 p., 24 cm (ISBN 978-2-213-65591-8, BNF 42292361).Second volume du diptyque Des secrets si bien gardés ou Dans le secret des présidents. 
    - Vincent Nouzille, Les dossiers de la CIA sur la France, 1981-2010, Paris, éd. Fayard, coll. « Pluriel », 2012, 862 p., 18 cm (ISBN 978-2-8185-0284-6, BNF 42751065).Nouvelle édition, revue et augmentée, et pourvue d'un nouveau titre.
- Vincent Nouzille, La République du copinage, Paris, co-édition éd. Fayard et éd. Les liens qui libèrent, octobre 2011, 381 p., 24 cm (ISBN 978-2-213-66636-5, BNF 42539732).La mention « enquête sur ces élites qui accaparent le pouvoir », figurant sur la couverture, ne fait pas partie du titre, étant absente de la page de titre.
- Vincent Nouzille, Les Tueurs de la République : assassinats et opérations spéciales des services secrets, Paris, éd. Fayard, janvier 2015, 346 p., 24 cm (ISBN 978-2-213-67176-5, BNF 4426161).
- Vincent Nouzille, Erreurs fatales, Paris, éd. Fayard, 2017, 384 p.  (ISBN 978-2-213-69398-9)
- Vincent Nouzille, Histoires secrètes. France-Israël, 1948-2018, Les liens qui libèrent, 2018, 446 p.

La France des réseaux
- Vincent Nouzille a participé, en 2011, à La France des réseaux,  magazine multimédia sur les réseaux d'influence en France, anciennement disponible à l'adresse www.lafrancedesreseaux.com, et dont il subsiste une page Facebook[1].

## Distinctions
- 2023 : Sélection officielle au Festival du documentaire sur la Justice